# La città del malessere
La città del malessere è un film documentario del 1973, diretto da Giuseppe Ferrara.
Il documentario segue Una città malata, sempre prodotto dalla Rai e diretto da Ferrara.